# Clemens August von Ascheberg zu Venne
Clemens August von Ascheberg zu Venne (* 27. April 1734 in Venne; † 6. Juli 1772 in Nottuln) war Domherr in Hildesheim und Münster.

## Leben

### Herkunft und Familie
Als Sohn des Ernst Friedrich von Ascheberg zu Venne und seiner Gemahlin Sophia Ursula Droste zu Füchten wuchs Clemens August von Ascheberg zu Venne zusammen mit seinen Geschwistern Ursula Sophia (Äbtissin in Nottuln), Karl Ludwig und Johann Matthias Kaspar in der uralten westfälischen Adelsfamilie von Ascheberg auf.

### Werdegang und Wirken
Nach einem Vorstudium in Rom wurde Clemens August im Jahre 1752 durch den Turnar eine Dompräbende in Münster verliehen. Er musste diese allerdings nach einem Rechtsstreit mit dem ebenfalls präbendierten Clemens August von Merveldt zurückgeben. Durch päpstlichen Zuspruch erhielt er im Jahre 1758 eine Präbende in Hildesheim. Bevor diese in eine Priesterpräbende umgestellt wurde, musste Clemens August versichern, innerhalb eines Jahres die Priesterweihe zu empfangen. Diese Bedingung hat er offensichtlich erfüllt, denn im Jahre 1770 wurde ihm eine Präbende in Münster verliehen.